# Frank O’Farrell
Francis „Frank“ O’Farrell  (* 9. Oktober 1927 in Cork; † 6. März 2022) war ein irischer Fußballspieler und Fußballtrainer.

## Karriere

### Spielerkarriere
O’Farrell begann seine Spielerkarriere bei Cork United in Irland. 1948 wechselte er zu West Ham United. Im Jahr 1950 gab der linke Außenläufer sein Debüt bei West Ham. Er blieb sechs Jahre in London. In dieser Zeit gab er auch sein Teamdebüt für die irische Fußballnationalmannschaft gegen Österreich, acht weitere Einsätze folgten. Im November 1956 ging der Ire weiter zu Preston North End. O’Farrell spielte bis zu seinem Karriereende 1961 in Preston. Im Jahr 1961 wurde er noch kurzfristig Spielertrainer beim FC Weymouth.

### Trainerkarriere
Den ersten Trainerjob hatte er beim FC Weymouth als Spielertrainer. Im Mai 1965 wurde er zum ersten Mal Cheftrainer. Er wurde Trainer von Torquay United. Nach drei Jahren in Torquay ging es zu Leicester City. Er blieb Leicester City bis 1971 treu. In diesem Jahr kam ein Angebot von Manchester United, welches O’Farrell sofort annahm, doch die Zeit bei ManU war überschattet von Exzessen des Superstars George Best, welcher seine Autorität als Trainer untergrub. Im Dezember 1972 gab er auf und ging ein Jahr später zu Cardiff City. 1974 wurde O’Farrell Trainer der iranischen Nationalmannschaft. Nach seinem Iran-Aufenthalt kam er wieder zurück zu Torquay United, wo er von 1976 bis 1983 abwechselnd als Manager oder Trainer arbeitete. Seinen Ruhestand verlebte der Ire seit dieser Zeit in Torquay.